# 9386 Hitomi
9386 Hitomi este un asteroid din centura principală de asteroizi.

## Descriere
9386 Hitomi este un asteroid din centura principală de asteroizi. A fost descoperit pe 5 decembrie 1993 la Nyukasa de Masanori Hirasawa și Shohei Suzuki. El prezintă o orbită caracterizată de o semiaxă mare de 3,19 ua, o excentricitate de 0,23 și o înclinație de 1,4° în raport cu ecliptica.